# Blues Fellows
Blues Fellows (Blues Fellows Swingin' Band) – warszawski zespół muzyczny wykonujący jazz tradycyjny.
Grupę tę utworzono w 1983 roku z byłych muzyków zespołów dixielandowych – Gold Washboard, Jazz Band Ball Orchestra, Old Timers, Prowizorka Dżez Będ oraz Vistula River Brass Band.
W pierwszym składzie zespołu grali: Andrzej Duszyński na trąbce, Ryszard Kwaśniewski na klarnecie i saksofonie sopranowym, Stanisław Piotrowski na kontrabasie, Henryk Stefański na banjo i gitarze, Marek Wachowiak na puzonie oraz lider grupy – Jerzy Więckowski – na perkusji.
Oficjalnym debiutem zespołu Blues Fellows był występ na Old Jazz Meeting w Warszawie w 1984 roku. Na festiwalu tym występował też w latach 1985–1987. Koncertował też w kraju i za granicą.
Grupa ta przygotowuje specjalne programy estradowe nie tylko dla dorosłych odbiorców, lecz również dla dzieci (m.in. koncert edukacyjny „Jazz dla dzieci”). Ponadto brała udział w zajęciach dydaktycznych organizowanych przez Polskie Stowarzyszenie Jazzu.
Z zespołem współpracowali pianiści Wojciech Groborz, Andrzej Jagodziński i Mieczysław Mazur. Gościnnie z Blues Fellows śpiewały Ewa Konarzewska i Anna Panas (wokalistka duetu Siostry Panas).
W 1986 roku z wokalistką Anną Panas zespół nagrał płytę długogrającą (LP) Blues Fellows (PolJazz PSJ-156), na której znalazły się m.in. takie utwory, jak: Don't Get Around Much Anymore (muz. Duke Ellington), Opus 5 (muz. Fryderyk Chopin), Do You Know What It Means To Miss New Orlean (muz. Lou Alter), Buddy Bolden Blues (muz. Maciej Zembaty).
2003 "Prisonner of love"
Aktualny skład Blues Fellows jest następujący:
- Ewa Konarzewska – wokal,
- Wojciech Milewski – trąbka,
- Ireneusz Kozłowski – kontrabas,
- Marek Kucharski – saksofon,
- Bogdan Ignatowski – banjo, gitara,
- Jerzy Więckowski – perkusja.

Zespół występuje w tym składzie na Old Jazz Meeting w Iławie oraz na innych imprezach muzycznych (m.in. na Pikniku Jazzowym w Warszawie, na koncertach w Częstochowie, Głogowie).